# Richard Sundell

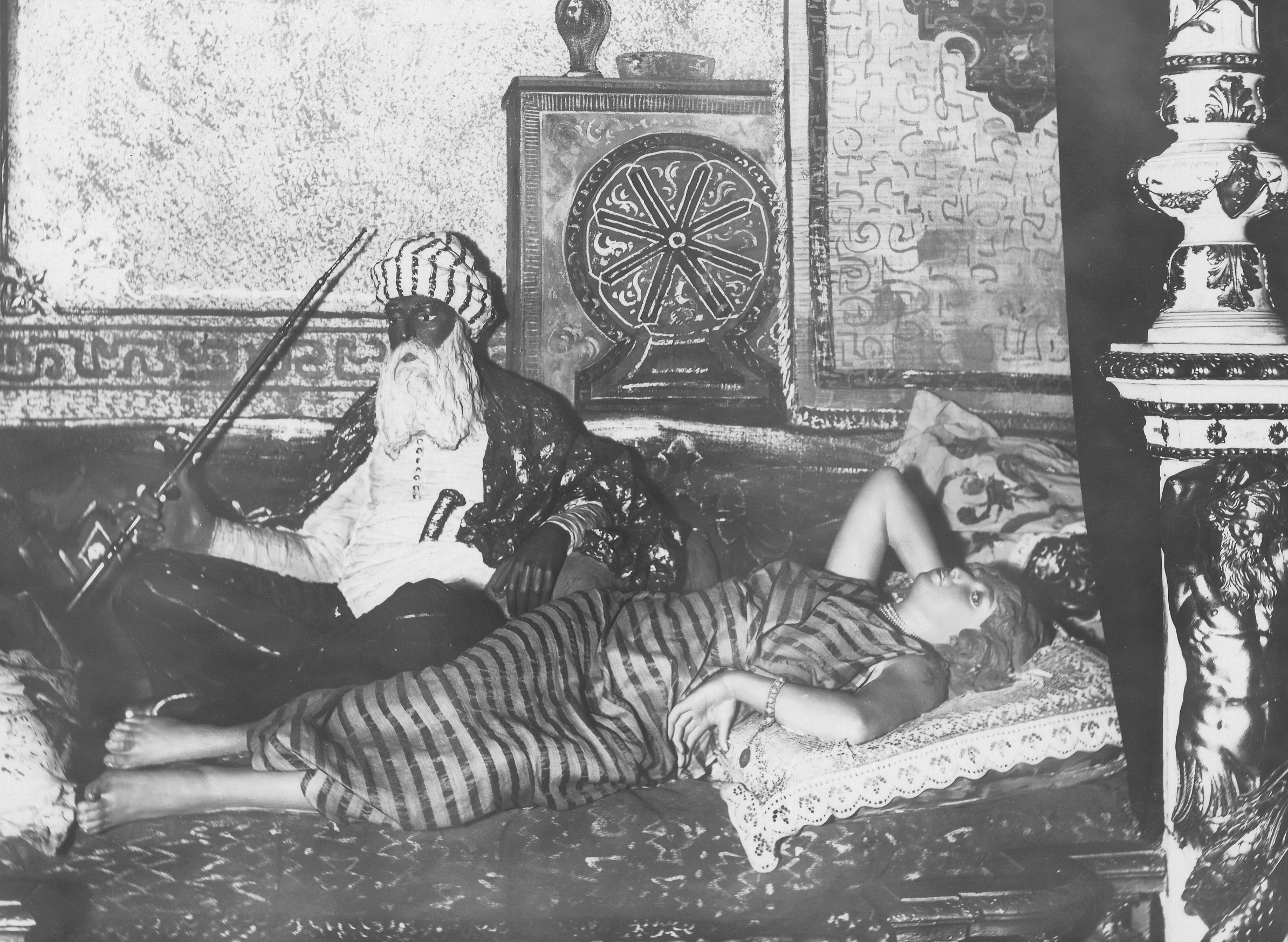
Nya Panoptikon i Stockholm.

Frans Richard Alexander Sundell, född 19 april 1854 i Stockholm, död 17 januari 1931 i Stockholm, var en svensk skulptör och ornamentbildhuggare.

## Biografi

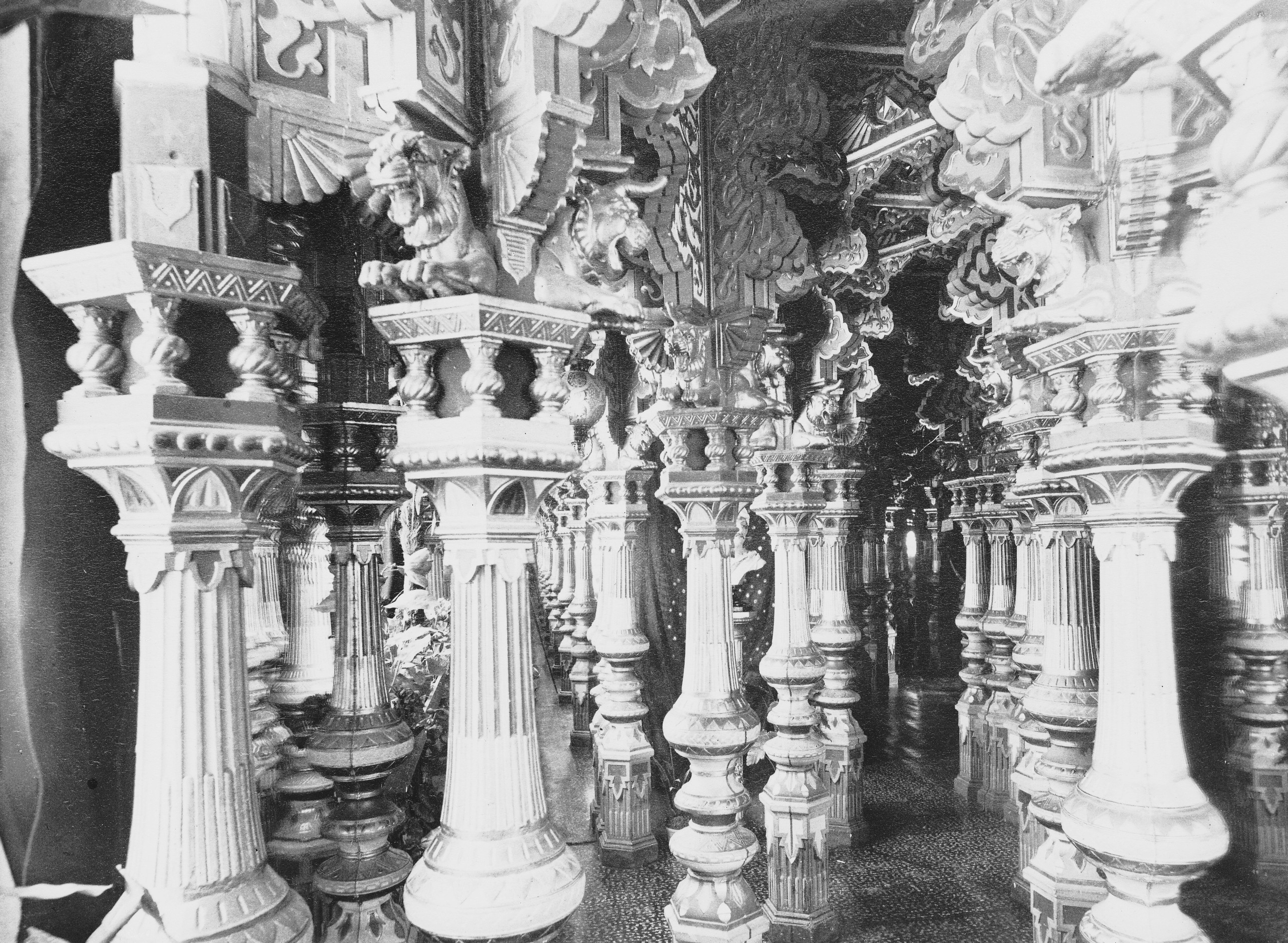
Irrgång-salongen, interiör.

Han var son till tapetseraren Carl Alexander Sundell och Ingeborg Sofia Nicolina Lenk och gift första gången med Ida Carolina Öberg och andra gången från 1894 med Agnes Elisabet Elmgren och tredje gången från 1913 med Ingeborg Sofia Örn. Sundell studerade vid Konstakademien 1874 och under en treårig utlandsvistelse i Berlin och Paris. Åter i Sverige utförde han en mängd dekorativa skulpturarbeten för restauranger och andra byggnader i Stockholm. Han gjorde sig känd som uppfinnare av en marmorimiterande väggbeklädnad i stuck och så kallade irrgångssalonger. Flera av hans irrgångssalonger uppfördes i Göteborg, Helsingborg, S:t Petersburg, Chicago och Stockholm. Sundell medverkade med reliefen Offrande på en utställning vid Uddevalla museum 1874. Sundell är representerad vid bland annat Hallwylska museet.